# Biohacking
Biohacking innebär att manipulera biologiska system, främst den mänskliga kroppen, men inkluderar även hela spektrumet av Gör-det-själv-biologi samt mätande av olika biomarkörer. Biohacking handlar om att ta full kontroll över sin egen biologi och innefattar en önskan om att förstå sin kropp och sitt sinne med hjälp av alla medel tillgängliga. Man brukar säga att biohacking vilar på 5 grundläggande principer; kost, träning, sömn, stress och miljö. Det inkluderar banbrytande vetenskap, ny teknik, tillskott, droger, mediciner, träning, meditation och psykologiska knep för produktivitet, bättre sömn eller ökade energinivåer. Många biohackers är också intresserade av konceptet livsstilsdesign som innefattar en helt fri livsstil bestående av digital nomadism och ekonomisk frihet, för att minimera stress och öka nivån av lycka och tillfredsställelse.

## Historia
Biohacking-rörelsen växte fram i början på 1980-talet i USA, som en motreaktion på att den snabba utvecklingen inom bioteknik och genteknik. Många studenter och intellektuella var oroliga för att staten skulle behålla all kunskap för sig själva och till exempel börja genmanipulera människor. DIObio eller Gör-det-själv-biologi växte då fram som ett sätt att tillskansa sig så mycket kunskap som möjligt, och få ut kunskapen så att alla kunde använda den. En gräsrotsrörelse växte fram. Idag innefattar biohacking mestadels att mäta och iaktta den egna kroppen samt att förbättra sina förmågor och sin hälsa med olika tekniker. Självloggning och att samla data om den egna kroppens funktioner går under namnet Quantified Self.